# Honningsvåg
Honningsvåg è un paese di 2 436 abitanti situato nel comune di Nordkapp, il comune più a nord della Norvegia, nella contea di Finnmark.

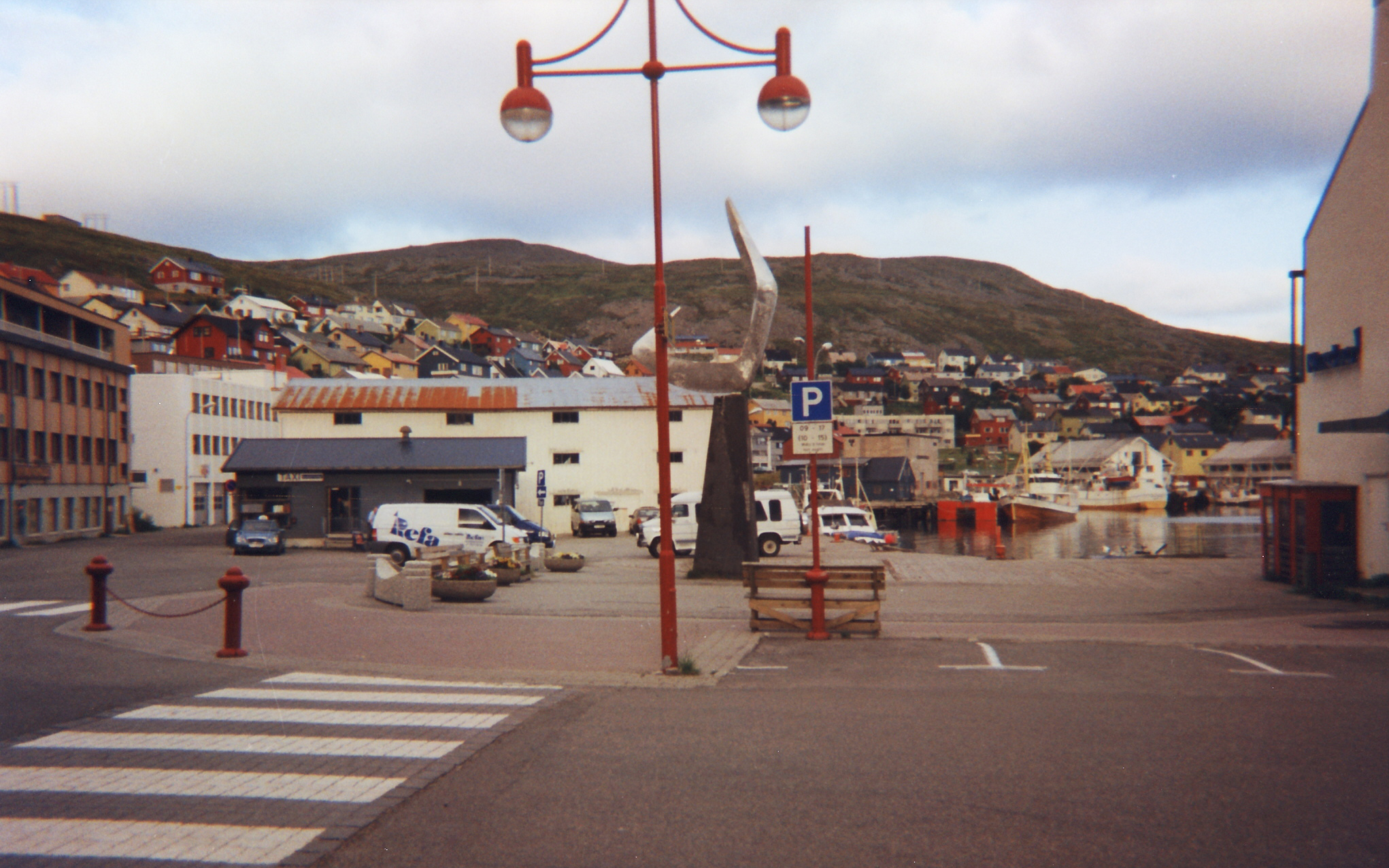
Honningsvåg

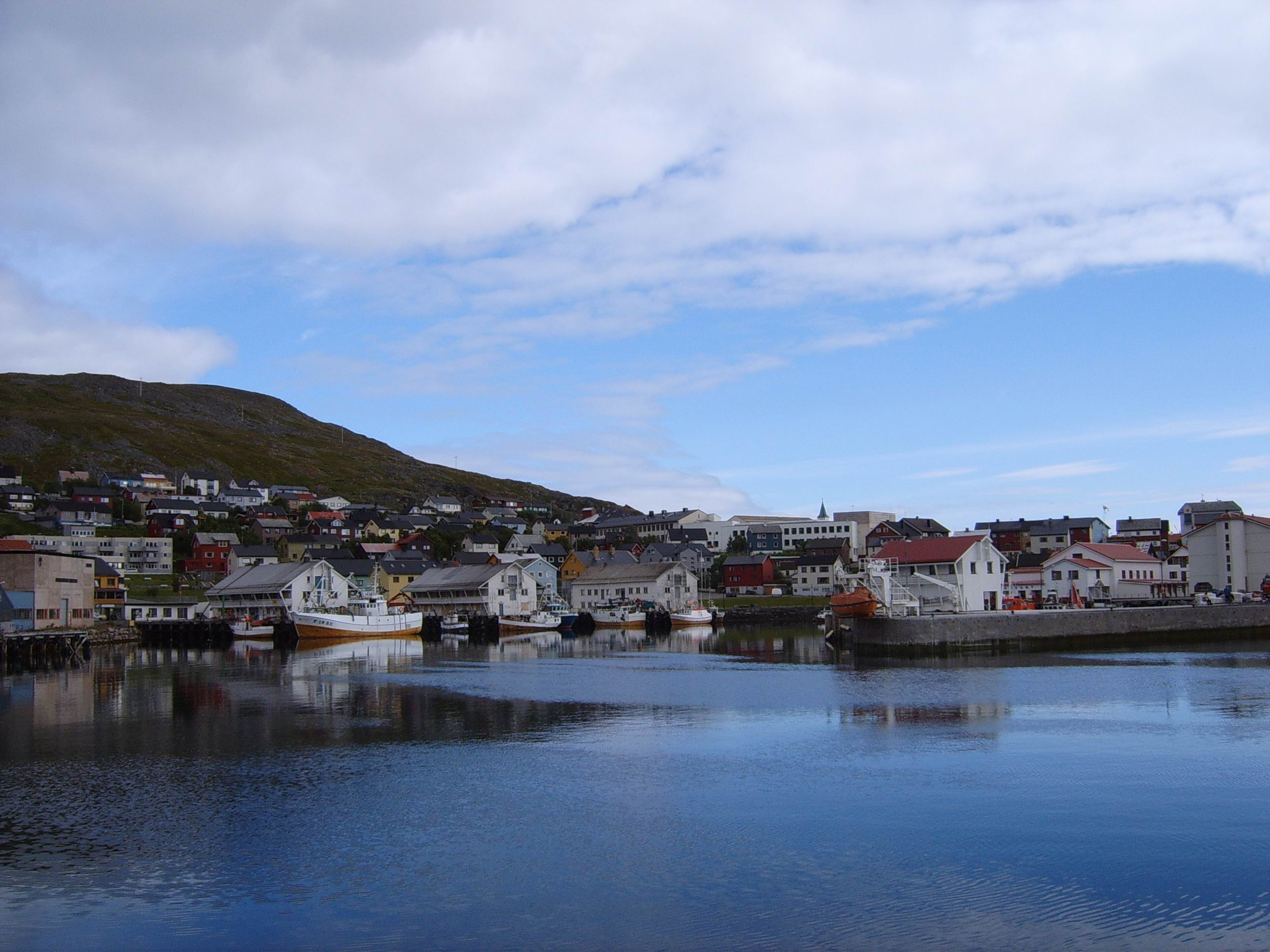
Giornata estiva

Honningsvåg contende ad Hammerfest, sempre in Norvegia, il ruolo di città più a nord del mondo, ma la legislazione effettiva norvegese del 1997 prevede che un centro per essere considerato città deve avere una popolazione di almeno 5 000 abitanti, lasciando così ad Hammerfest l'onore del record.
È situata lungo una baia nella zona meridionale dell'isola Magerøya, la stessa isola dove si trova Capo Nord. Dal porto partono alcune crociere, soprattutto nei mesi estivi. L'Aeroporto di Honningsvåg si trova circa 4 km fuori dall'abitato.
La zona di Honningsvåg è stata abitata fin dall'8000 a.C. e l'insediamento preistorico viveva probabilmente di pesca, favorita dal clima più mite di molte altre regioni situate alla stessa latitudine (70°59'N). Ciò ha favorito anche la crescita di specie vegetali che, almeno nei giardini, possono superare, anche se raramente, i 4 metri di altezza. Fu bombardata durante la seconda guerra mondiale, distrutta e poi ricostruita. Oggi alla pesca si è aggiunto, come principale attività economica, anche il turismo. Specialmente in estate, arrivano da fuori altre 500 persone, che vanno ad aggiungersi agli abitanti del luogo, a lavorare nell'industria turistica.
Nel centro cittadino vi sono la chiesa del 1884, l'unico edificio sopravvissuto al bombardamento, e il Nordkappmuseum, che espone documenti sulla storia dell'isola.

## Galleria d'immagini

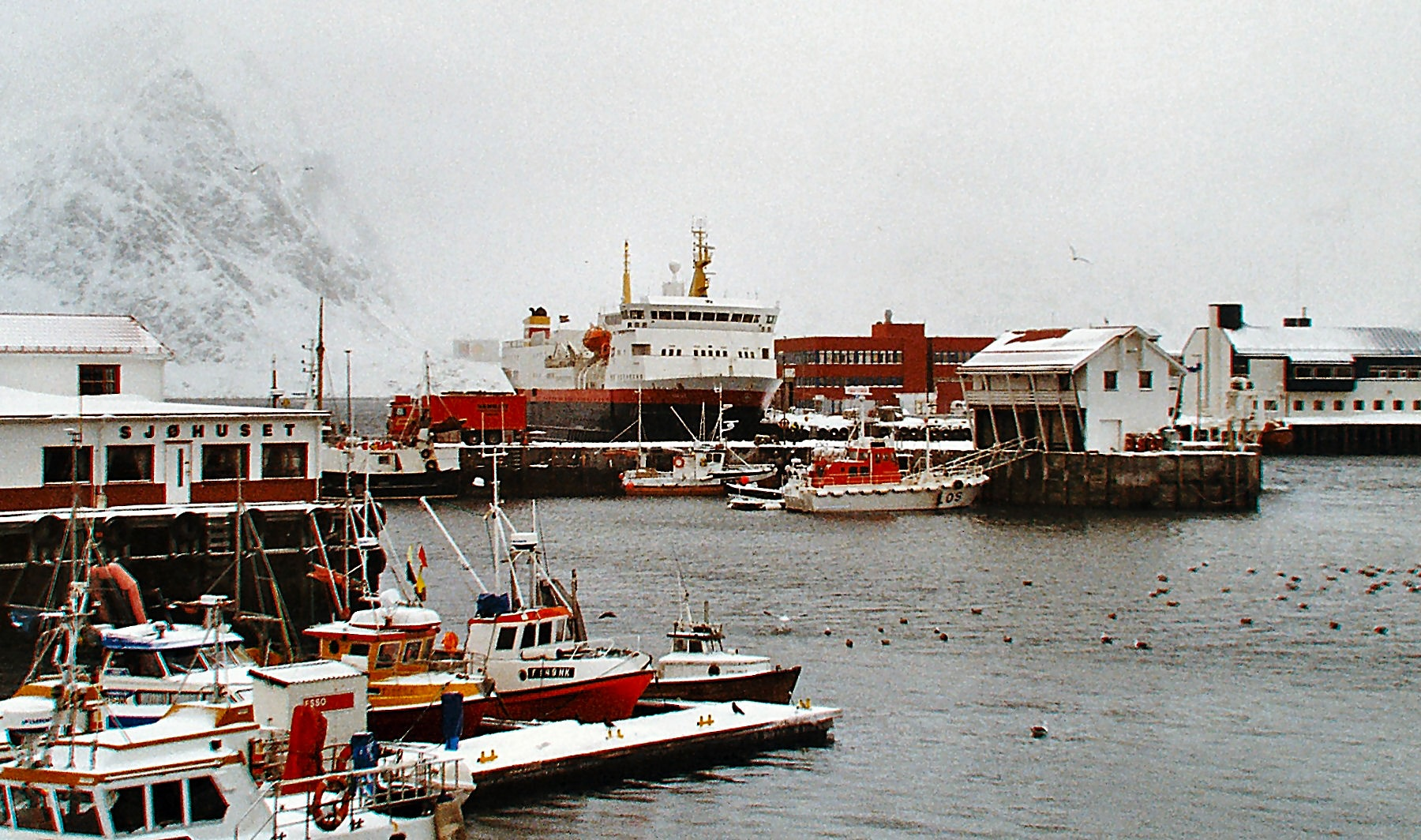
Porto di Honningsvåg
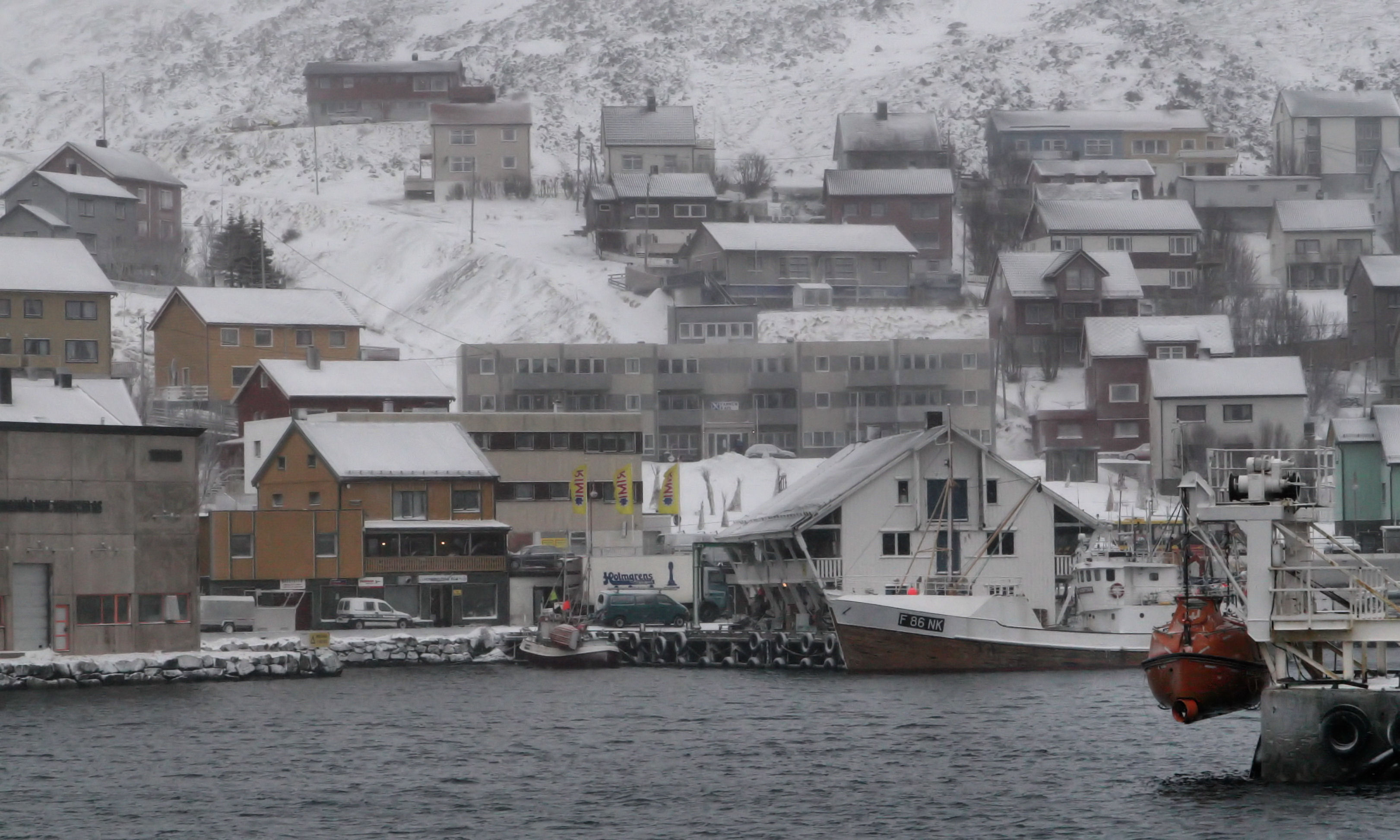
Honningsvåg dal mare
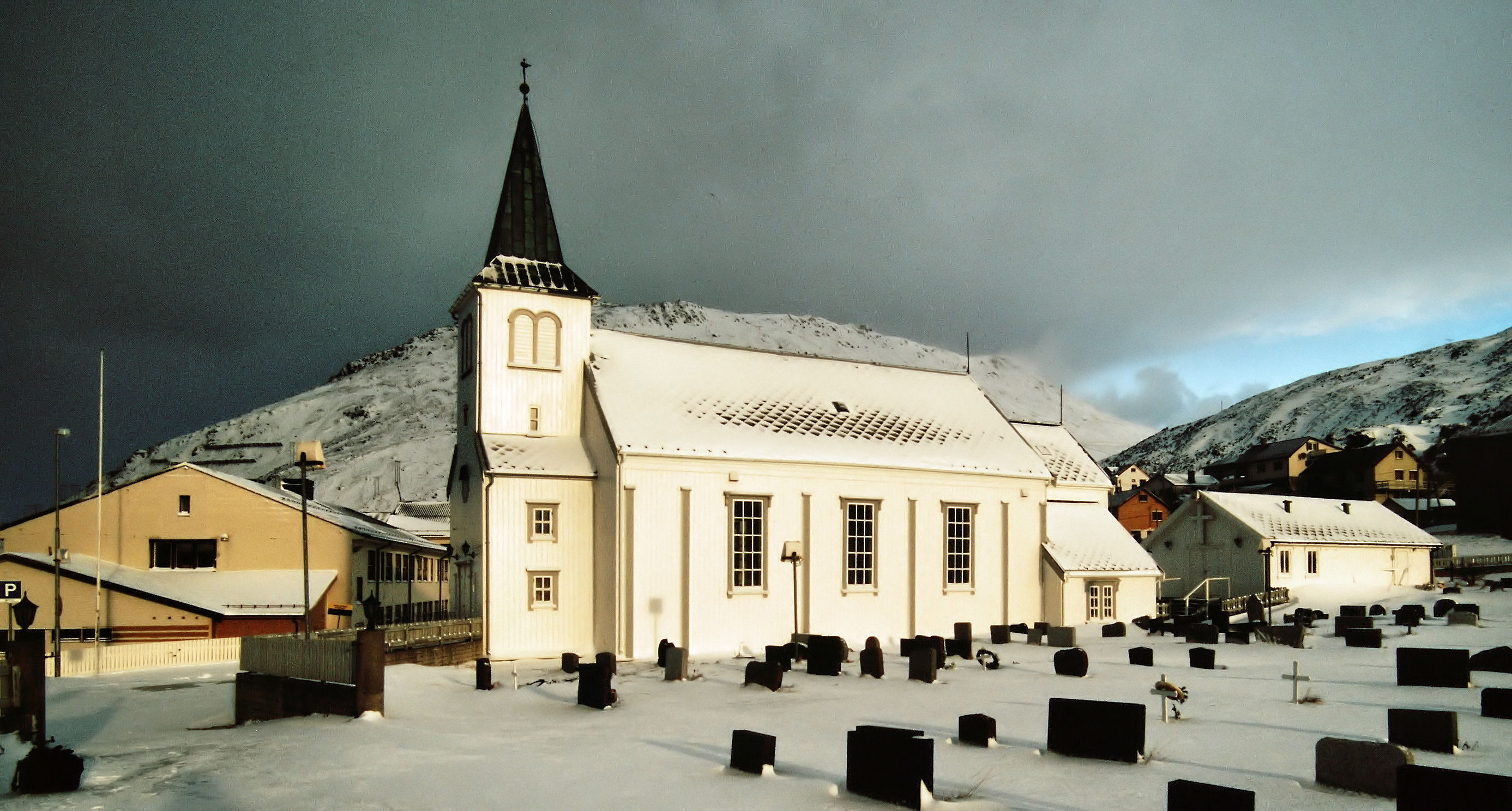
Chiesa principale del paese
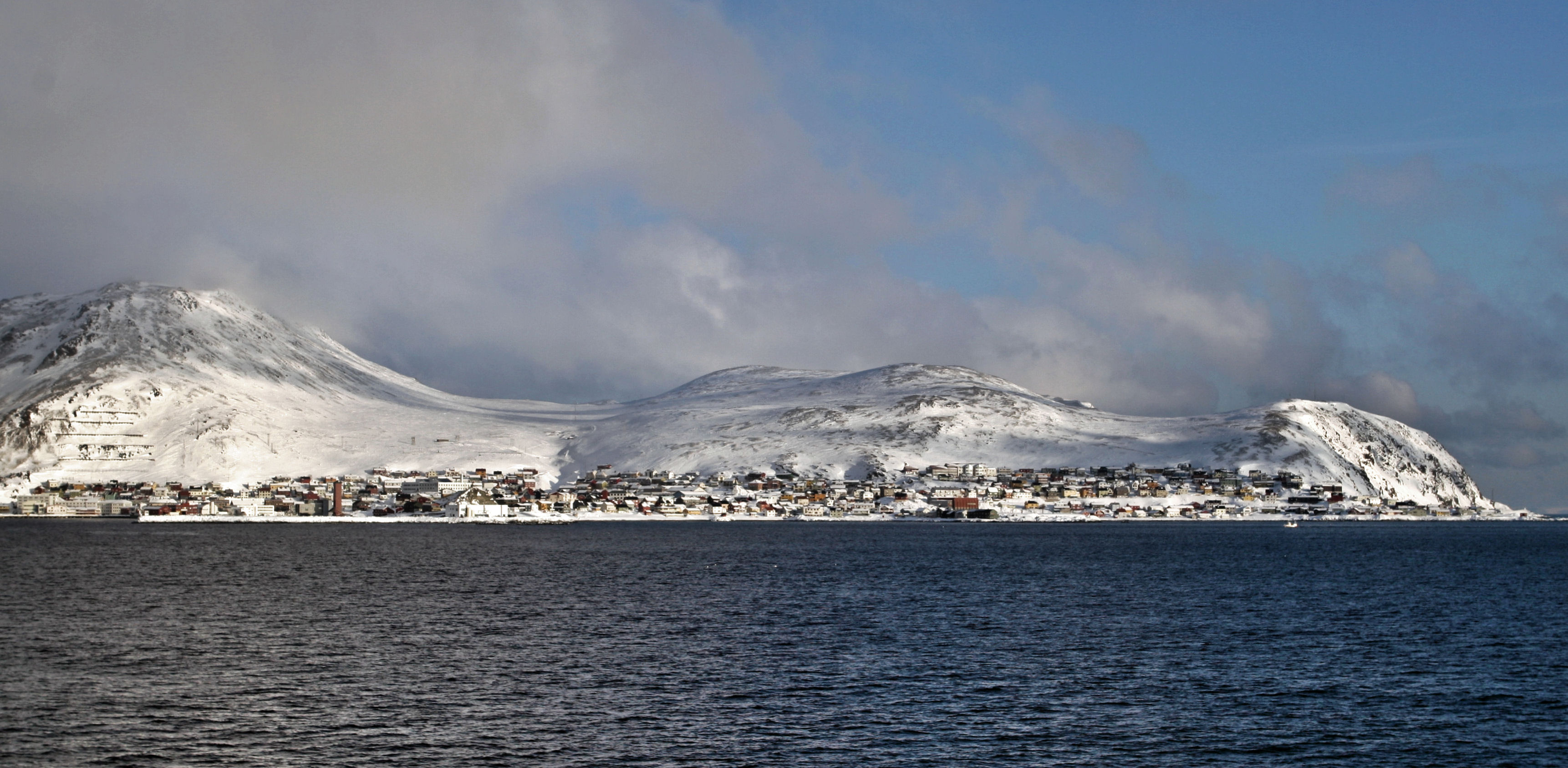
Il paese nei mesi invernali